# 山陽電気鉄道本線
本線（ほんせん）は、兵庫県神戸市長田区の西代駅から同県姫路市の山陽姫路駅までを結ぶ山陽電気鉄道の鉄道路線である。駅ナンバリングで使われる路線記号はSY。
以下、本文では乗り入れ先の阪急電鉄・阪神電気鉄道にはともに神戸三宮駅・大阪梅田駅など別位置ながら同一駅名があることを踏まえ、区別のため山陽電鉄の表記に倣い、正式駅名に「阪急」または「阪神」を付けて表記する。

## 概要
神戸と明石・姫路間の都市間輸送（インターアーバン）を行っている。西代駅を通る全列車が阪神神戸高速線に直通し、神戸市の中心駅である神戸三宮駅やさらに阪神本線に直通して阪神大阪梅田駅に至る。
全線で西日本旅客鉄道（JR西日本）の山陽本線（JR神戸線）と、西代駅 - 板宿駅間では神戸市営地下鉄西神・山手線と並行している。舞子公園駅 - 山陽明石駅間では山陽本線と完全に並走しているが、路線があるエリアが異なることからそれぞれ棲み分けがなされており、板宿駅・明石駅での乗り換え利用も多いほか、駅間隔の短さからJR線のフィーダー輸送の役割も担うなど、直接的な競合は存在しない。
JR線とは山陽須磨駅・山陽塩屋駅・山陽垂水駅・舞子公園駅・山陽明石駅・山陽姫路駅で接続している。山陽姫路駅ではさらに山陽新幹線とも接続しており、関西の私鉄では数少ない新幹線との接続駅となっている。人身事故などのトラブルがあった場合には、JR線と当線で振替輸送を行う。
国土交通省への届出上の路線名は社名が付かない「本線」である。

### 路線データ
- 路線距離：54.7 km
- 軌間：1,435 mm（標準軌）
- 駅数：43駅（起終点駅含む）
- 複線区間：全線複線
- 電化区間：全線電化（直流1,500 V）
- 閉塞方式：自動閉塞式
- 運行管理システム：SANTICS（サンティクス：Sanyo Traffic and Information Control System）
- 最高速度：110 km/h[1]
- 混雑率：82 %（2020年度：西新町駅→山陽明石駅間 7:00 - 8:00）[広報 1]

## 運行形態
普通列車と速達列車の組み合わせで構成されている。全長50km超に及ぶ路線ではあるものの、他の私鉄によく見られるような地域ごとの運転本数のばらつきがほとんどなく、日中ではほぼ全線にわたり直通特急と普通列車を15分間隔（それぞれ1時間あたり4本）で交互に運行するパターンダイヤが組まれている（ただし板宿駅以東では直通特急に停車駅の差異が生じるほか、普通列車が1時間あたり2本、山陽線内各駅停車となる阪神特急への接続による代替となるなど、若干の崩れが生じる）。西代駅を通る全ての列車が神戸高速線に直通するため、基本的には西代駅を始発・終着とする列車は存在しない。しかし、朝に1本だけ東須磨車庫より回送され西代駅にて入換後、同駅を始発として姫路行き山陽特急として運転されるものがある。
速達列車は、阪神大阪梅田駅 - 山陽姫路駅間に運転されている直通特急が主体で、全列車が阪神本線に直通する。また、朝と深夜には特急・S特急が運転されている。速達列車のうち直通特急と（山陽）特急は6両編成、S特急は4両編成、普通列車は4両編成または3両編成で運転される。
普通列車は、山陽電鉄から神戸高速線（西代駅 - 阪急神戸三宮駅・元町駅間）を経て阪急方面は阪急神戸三宮駅まで、阪神方面は阪神神戸三宮駅まで乗り入れる列車が運転されている。阪神神戸三宮行きの列車は、同駅の大阪側に引き上げ線がないため、一部を除き回送列車として大石駅まで運行し折り返している。また、相互乗り入れを行っている阪神の車両も直通特急のほか、阪神電鉄線内特急として当線の須磨浦公園駅まで乗り入れる列車が運転されている。阪神からの乗り入れ列車は直通特急をのぞき阪神神戸三宮駅以西の神戸高速線・山陽電鉄線内は各駅に停車する。
1998年2月15日に阪神との直通特急が運転開始されるまでは、山陽電鉄の列車が阪急神戸本線の六甲駅まで、阪神・阪急の主に特急が当線の須磨浦公園駅まで乗り入れていた。また、2001年3月10日の直通特急増発までは、特急・普通ともに阪神大石駅まで乗り入れていた。阪急・阪神からの須磨浦公園駅乗り入れ列車は、当線内は各駅に停車し、西代駅 - 須磨浦公園駅間では、日中は片道山陽特急4本のほか、乗り入れ車を含む普通10本が運行されていた。 
2009年3月20日に開通した阪神なんば線によって、これまで神戸高速鉄道を介しての阪神・阪急に加え近畿日本鉄道（近鉄）とも線路がつながった。近鉄線と直通する定期列車はないが、2013年・2014年に阪神の車両を用いて近鉄奈良駅 - 山陽姫路駅間直通のイベント列車が運転されたことがある。

### 運行本数
日中1時間あたりの運行本数は以下のようになっている。
| 駅名 ＼ 種別 | 駅名 ＼ 種別 | 神戸高速線直通 | 西代 | …   | 山陽須磨 | 山陽須磨 | 須磨浦公園 | 須磨浦公園 | …   | 山陽姫路 |     |
| ------------ | ------------ | -------------- | ---- | --- | -------- | -------- | ---------- | ---------- | --- | -------- | --- |
| 運行本数     | 直通特急     | ←阪神大阪梅田  | 2本  | 2本 | 2本      | 2本      | 2本        | 2本        | 2本 | 2本      | 2本 |
| 運行本数     | 直通特急     | ←阪神大阪梅田  | 2本  | 2本 | 2本      | 2本      | 2本        | 2本        | 2本 | 2本      | 2本 |
| 運行本数     | 特急         | ←阪神大阪梅田  | 2本  | 2本 | 2本      | 2本      | 2本        |            |     |          |     |
| 運行本数     | 普通         | ←阪急神戸三宮  | 2本  | 2本 | 2本      | 2本      | 2本        | 2本        | 2本 | 2本      | 2本 |
| 運行本数     | 普通         |                |      | 2本 |          |          |            |            |     |          |     |

（黄色の直通特急は神戸三宮 - 板宿間各駅停車）

### 列車種別
阪神電鉄からの乗り入れ列車は「阪神本線」を参照。現行の停車駅は「駅一覧」の節も参照。以下、運行の変遷や過去の種別の解説において、阪急三宮駅・阪神三宮駅とあるのは、それぞれ現在の神戸三宮駅である。

#### 直通特急
運行形態の項で記したとおり、終日、阪神大阪梅田駅 - 山陽姫路駅間（早朝・深夜に一部区間運転あり）で運転されている。山陽電鉄線内では基本的に15分間隔での運転である。

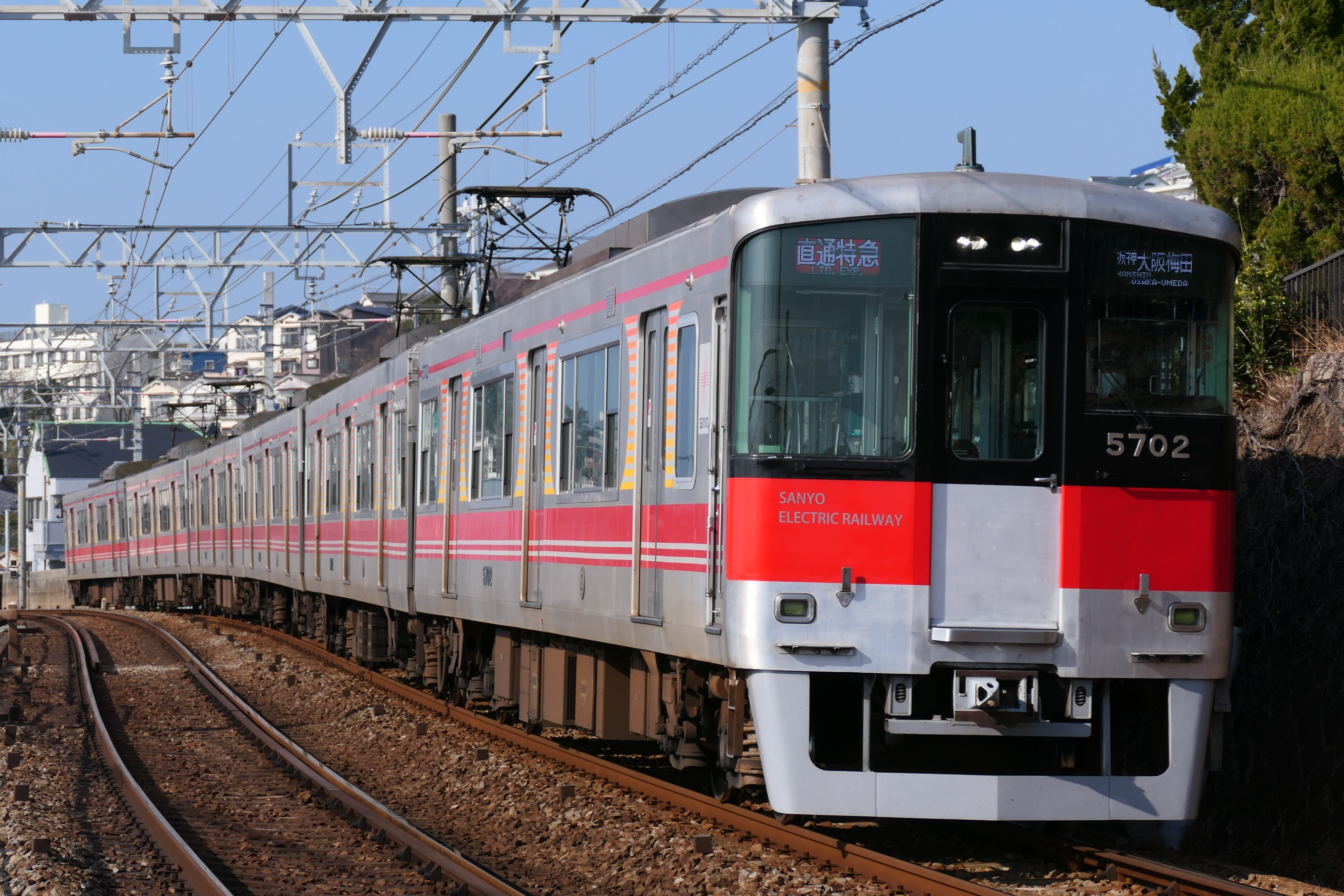
5000系による大阪梅田行き直通特急（2021年1月）

#### 特急（山陽特急）
山陽電鉄線内の停車駅は、直通特急とほぼ同一である。かつては阪神本線内は各駅停車となり、大石駅発着で終日運転されていたが、前述の直通特急増発に伴い運転本数が大幅に減少し、現在は平日早朝の西代発山陽姫路行き1本（後述）を除き、東二見車庫への入出庫を兼ねて、早朝・深夜に東二見駅 - 山陽姫路駅間で運転されるのみとなっている。
現在の特急のルーツは戦後1949年4月15日に兵庫駅 - 姫路駅間で運転を再開した2代目特急で（1968年以前は兵庫駅が神戸側のターミナルであった）、設定当初の途中停車駅は戦前と同様長田駅（現・高速長田駅）・明石駅・飾磨駅の3駅のみであった。それでも当時は兵庫駅 - 姫路駅間を約75分と、停車駅が9駅追加された現在より約20分も遅く走っていた（現在は新開地駅 - 姫路駅間を12駅停車、約55分で走っている）。その後、車両の高性能化や種別整理に合わせて停車駅の追加と所要時間の短縮が幾度となく繰り返され、現在に至っている。
阪神車で運転される列車も存在する。かつては阪神車の方向幕に「特急 東二見」表示がなく、「直通特急 東二見」表示で代用していた。2006年10月改正で阪神車の充当は一旦なくなったが、2012年3月改正にて再び設定されるにあたり、阪神車にも「特急 東二見」「特急 姫路」表示が整備されている。
早朝の東二見発山陽姫路行きの山陽特急は、2022年12月のダイヤ改正以前は2本とも阪神車での運行となっていたが、このダイヤ改正で1本増発され、3本中1本が山陽車の充当となり、山陽車の「特急 姫路」表示が再び見られるようになった。
なお、1991年4月改正までは夜間に阪急三宮発高砂行きの特急（東二見駅から各駅停車）が運行されていたが、この改正でS特急に統合されている。
2009年3月20日のダイヤ改正で、直通特急・特急が月見山駅に停車し、種別幕が黄色の直通特急は阪神三宮駅 - 山陽須磨駅間各駅停車となった（2016年3月19日改正で各駅停車区間を阪神神戸三宮駅 - 板宿駅に短縮）。また、土休日夜間の山陽特急が種別幕黄色の直通特急に置き換えられたため、山陽特急としての運転は下りは高速神戸駅以西、上りは東二見駅以西のみとなり、阪神三宮駅発着は消滅した。この時点で東二見駅以東で残存した山陽特急は、早朝の高速神戸発山陽姫路行き1本のみで、これは西代駅・東須磨駅・須磨寺駅を通過する唯一の列車となっていたが、この列車も2016年3月19日改正にて高速神戸始発の種別幕黄色の直通特急に置き換えられ、山陽特急としての運転は東二見駅 - 山陽姫路駅間のみとなった。
2025年2月22日のダイヤ改正で直通特急と同様に別府駅が停車駅となった。また、平日に限り早朝に西代発山陽姫路行き特急が新設され、東二見駅以東での運転が9年ぶりに復活した。
なお、戦前にも特急が運行されていた。1934年9月18日のダイヤ改正で設定され、当時は長田・西代・須磨・塩屋・垂水・明石・西新町・東二見・高砂・大塩・妻鹿・飾磨に停車しており、それ以前に運行していた急行の大部分を、停車駅から人丸前・別府・尾上の松を外して置き換える形で設定された。1939年3月の改正では、塩屋・西新町・妻鹿も通過となった。1941年7月6日のダイヤ改正では、急行が終日運転になるとともに大塩も通過となり、長田・西代・須磨・明石・東二見・高砂・飾磨と、概ね10 - 14 km間隔に停車駅が絞られた。1944年4月20日に廃止された。

#### 特急（阪神特急）
阪神大阪梅田駅 - 須磨浦公園駅（一部は東須磨駅）間で運転される。本線内は各駅に停車するため事実上は普通の代替となっており、基本的に山陽須磨駅で山陽姫路駅 - 山陽須磨駅間運転の普通と接続する。
本線に乗り入れる阪神特急は阪神車での運転が基本であるが、直通特急の間合い運用として山陽車で運転される列車もある。
駅の案内では、下りは山陽電鉄線内では「普通」として案内されるが、上りは始発駅から「特急」として案内される。

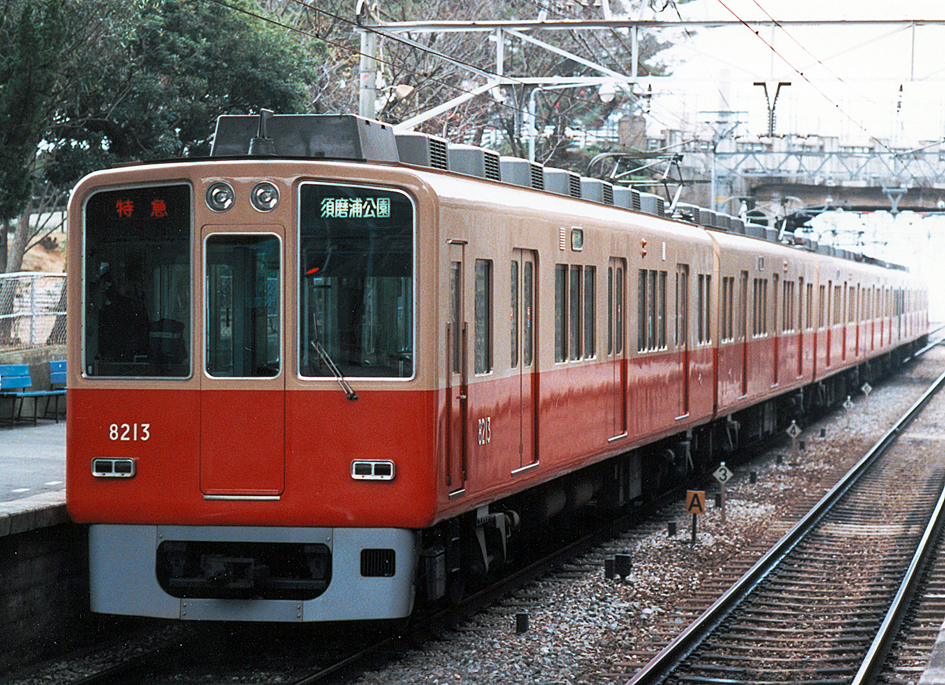
阪神8000系による須磨浦公園行き特急（1987年）

#### S特急
直通特急・特急より停車駅の多い列車で、下りは平日朝ラッシュ時に霞ヶ丘発高砂行き、深夜に阪神・阪急神戸三宮発（土休日の3本は高速神戸発）姫路行きが、上りは朝に高砂発阪神神戸三宮行き（土休日朝には東二見発阪急神戸三宮行きも）、平日夕方には山陽姫路発阪神神戸三宮行き・新開地行きが運転される。かつては大塩始発列車も設定されていた。
1991年4月7日のダイヤ改正で、朝ラッシュ時の通勤特急と、夜間に運転されていた東二見駅 - 高砂駅の各駅に停車する下り高砂行き特急を統合する形で設定された種別で、一般公募により「S特急」と命名された。「S」は「Service」「Smart」「Speedy」「Short」等の英単語の頭文字から採られている。特急の派生種別とされた理由としては、前述の設定経緯のほか、かつて設定されていた急行が運転休止扱いであることが考えられる。なお、舞子公園駅はS特急は通過し、直通特急は停車する千鳥停車となっている。
停車駅は通勤特急を踏襲したが、1998年2月改正で月見山駅が追加された。2006年10月改正で深夜の下り列車を高砂行きから姫路行きに延長、土休日朝には上り列車も新設され、停車駅に西代駅を追加した。2009年3月改正で阪急三宮発着の列車を一旦廃止。2016年3月改正で山陽須磨行きが消滅し、土休日上り1本のみ阪急神戸三宮着が再設定された。また平日の山陽姫路発が消滅したことで高砂以西は下りのみの運転となった。
2020年3月改正では、平日の朝ラッシュ時下りに先述の霞ヶ丘発高砂行き3本が、夕ラッシュ時に高砂発阪神神戸三宮行き1本が新設された。2022年12月改正では、沿線企業の勤務時間の変化に伴い、夕ラッシュ時の高砂発を3本に増発（うち1本は新開地行き）したほか、阪急神戸三宮発が平日夜に再設定された。2025年2月改正で平日夕方のS特急が山陽姫路始発となった。
土休日の東二見駅発の列車を除き、朝の上り列車は高砂駅で直通特急と接続してから発車する。下り列車はすべての列車が大塩駅で直通特急と接続する。
種別表示は、車両の種別行先表示器では緑色に白抜きで、独自の書体となっている。側面幕では種別のみの表示となる場合が多いが、3000系・3050系で行先が併記される場合は、スペースの関係から「S特」と省略される。駅のLED発車標では、神戸高速線においては「S」のみ緑文字で、「特急」は赤文字で表示され、山陽電鉄線内においては3色LEDでは緑文字で、フルカラーLEDでは緑地に白抜き文字で表示される。阪急神戸三宮駅では阪急特急と同じく赤地に白抜き文字で表示される。

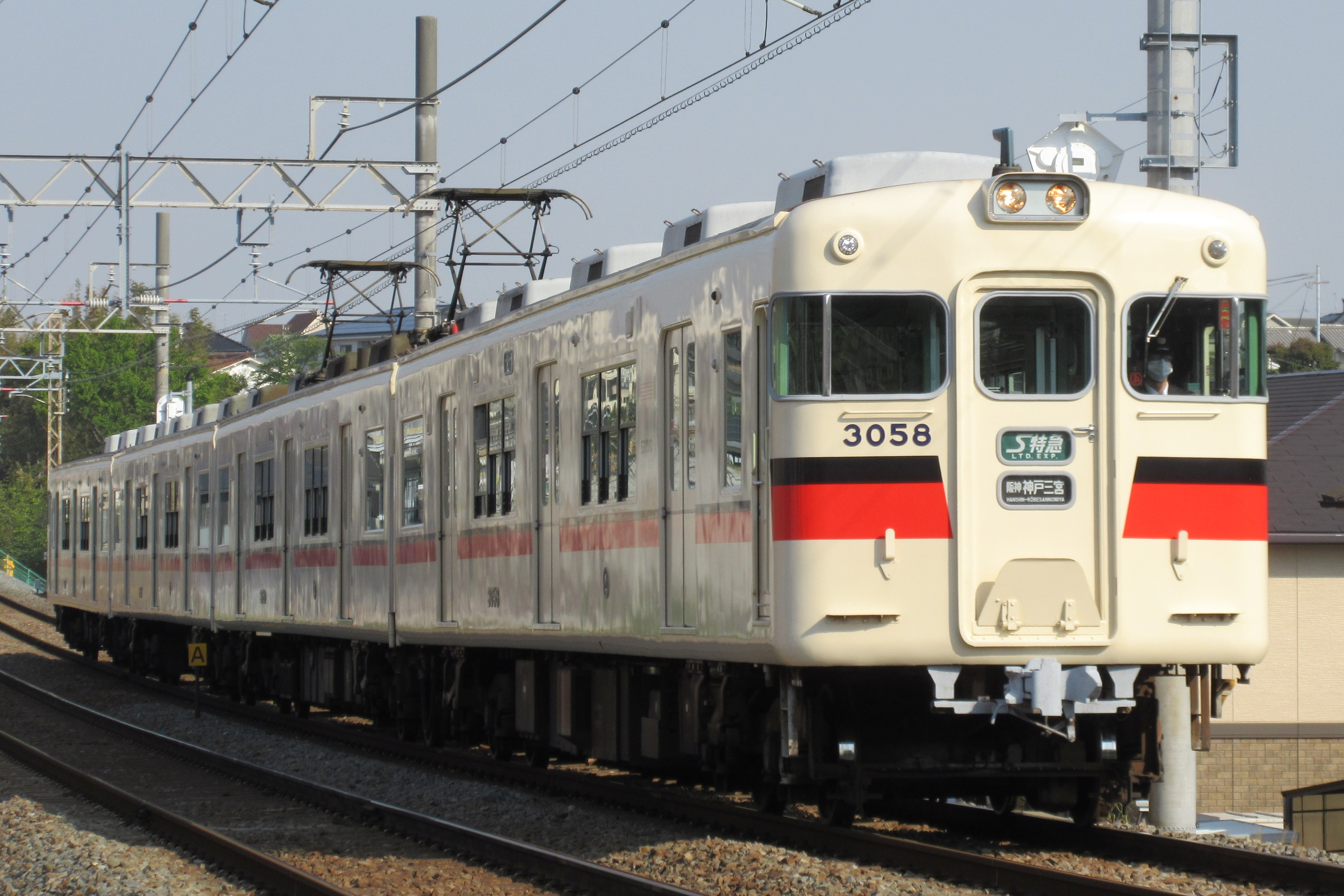
3050系による神戸三宮行きS特急（2020年5月）

#### 普通（山陽普通）
各駅に停車する種別で、駅構内や車内では「普通車」と案内される。ほぼ終日、阪急神戸三宮駅 - 山陽姫路駅間で運転されている。過去には山陽姫路駅から網干線直通も運行されていた。平日昼間時は1時間あたり山陽須磨駅発着が2本、阪急神戸三宮駅発着が2本交互に運転されており、山陽須磨駅 - 山陽姫路駅間では15分間隔となっている。山陽須磨駅始終着の列車は、同駅にて須磨浦公園駅折り返しの阪神特急と連絡している。ただし土休日の一部列車は阪神神戸三宮発着となり、折り返しの都合で大石駅まで回送される。
1998年までは阪急六甲駅まで、2001年までは大石駅まで定期運転を行っていた。また、朝・夕に神戸高速線内での折り返し列車として高速神戸・新開地発着列車も運転され、夜間は上りが新開地行き、下りが高速神戸発が主体となる。近年では3両編成での運用が増えてきている。直通特急の運転開始以前は西灘駅を通過していた時期があった。これは山陽の車両が阪神の普通用車両（ジェットカー）と比べて加速度が低いため、通過駅を設定することでダイヤ調整を図ったことが理由として挙げられる。
ほとんどの列車が東二見駅と大塩駅で直通特急（早朝・深夜は山陽特急）と緩急接続する。日中は霞ヶ丘駅で直通特急の通過待ちを行い、朝夕は山陽須磨駅、山陽明石駅で直通特急の待ち合わせを行う。上りS特急の運転時間は山陽明石駅での待避がなくなるが、山陽須磨駅、藤江駅でS特急と接続するほか、霞ヶ丘駅と藤江駅で直通特急の通過待ちをする。
2016年3月17日まで、深夜の阪神大阪梅田駅23時20分発須磨行き阪神特急は直通特急用の山陽車で運行される関係上、高速神戸での乗務員交代の際に、方向幕を「普通・須磨」に変更して運行された。また、山陽須磨駅到着後は東須磨駅まで回送され、翌日朝5時18分発新開地行き普通列車として運行するため、唯一6両編成で運行する普通列車でもあった（ダイヤ乱れ時には阪神車での代走もあった）。翌18日より、当該列車は阪神の車両に変更されたほか、19日のダイヤ改正後は先述の阪神特急のうち、阪神神戸三宮駅 - 東須磨駅・須磨浦公園駅間の列車が「普通」に変更された。これらは急行系車両（赤胴車）の6両編成で運行された。なお、2022年12月17日のダイヤ改正でこの須磨行き阪神特急は廃止された。
その他にも、東須磨・山陽須磨・山陽明石・霞ヶ丘・東二見・高砂・飾磨発着の列車も設定されている。
2006年10月28日のダイヤ改正で昼間時の阪急三宮駅発着が再開されたが、逆に2009年3月20日のダイヤ改正では平日昼間の4本中2本また土休日の昼間時の一部が山陽須磨駅での折り返し運転になり、日中に神戸高速線内まで運転される列車は阪急三宮駅発着のみに、また平日夕ラッシュ時の一部は阪神梅田発の特急（山陽電鉄本線内は各駅に停車）の須磨浦公園行きまたは東須磨行きに置き換え（これは阪神側の平日夕ラッシュ時の運転間隔を12分から10分に変更するため）となった。また日中の山陽須磨駅・山陽明石駅での待避が霞ヶ丘駅での通過待ちに変更された。またこのダイヤ改正で平日の下りに1本だけ明石行きの列車が新設された（明石駅到着後は東二見駅まで回送）。
一部の上り列車は東二見駅で車両交換を行う。2020年3月14日のダイヤ改正までは、駅で配布の時刻表の当該列車に※印が付けられていたが、同改正以降は東二見止まりの普通車が東二見始発の上り普通車に接続するよう案内されるようになった。
2025年2月22日改正では平日日中の阪急神戸三宮駅発着のうち、上りが新開地駅終着、下りが高速神戸駅始発に短縮された。

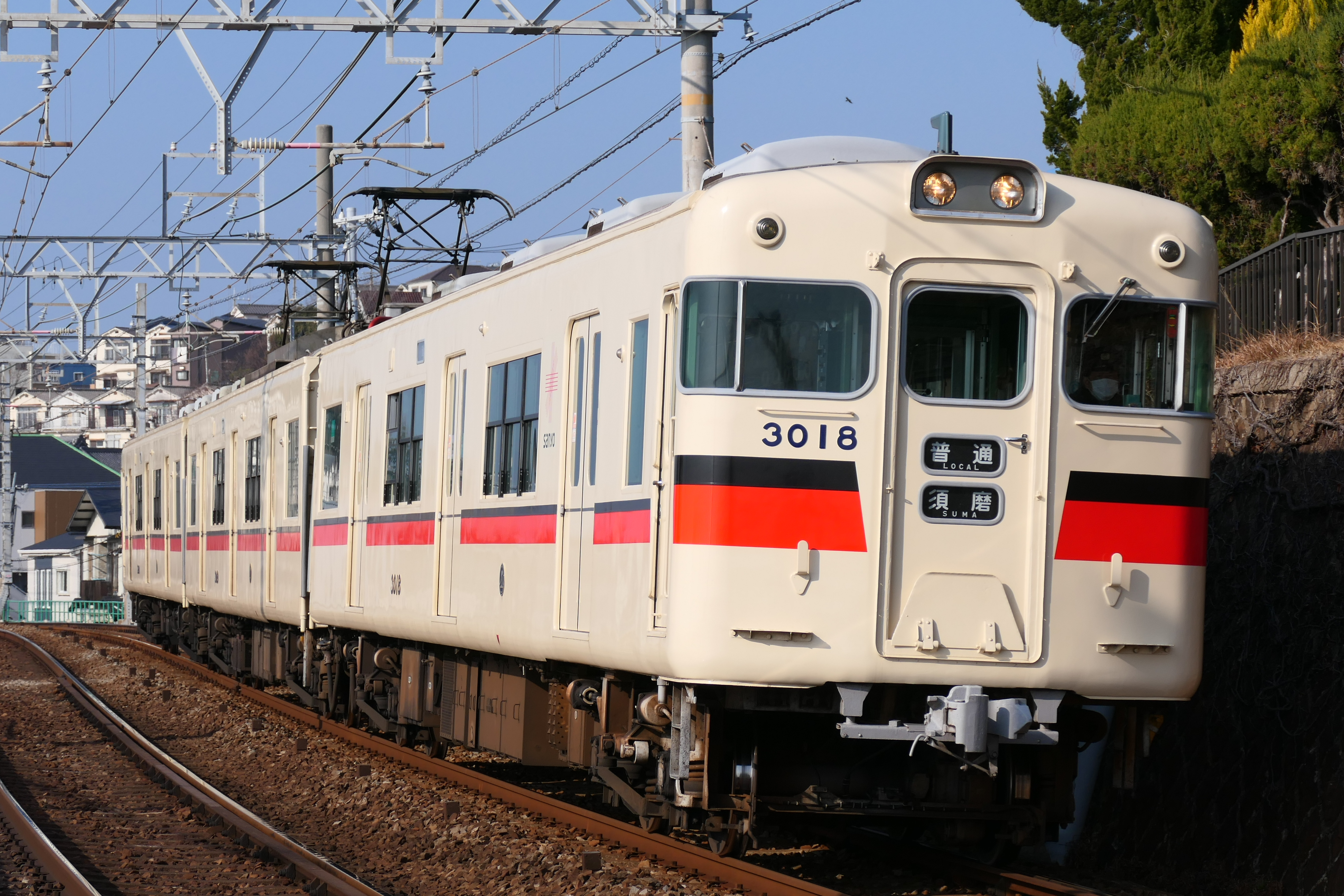
3000系による須磨行き普通（2021年1月）
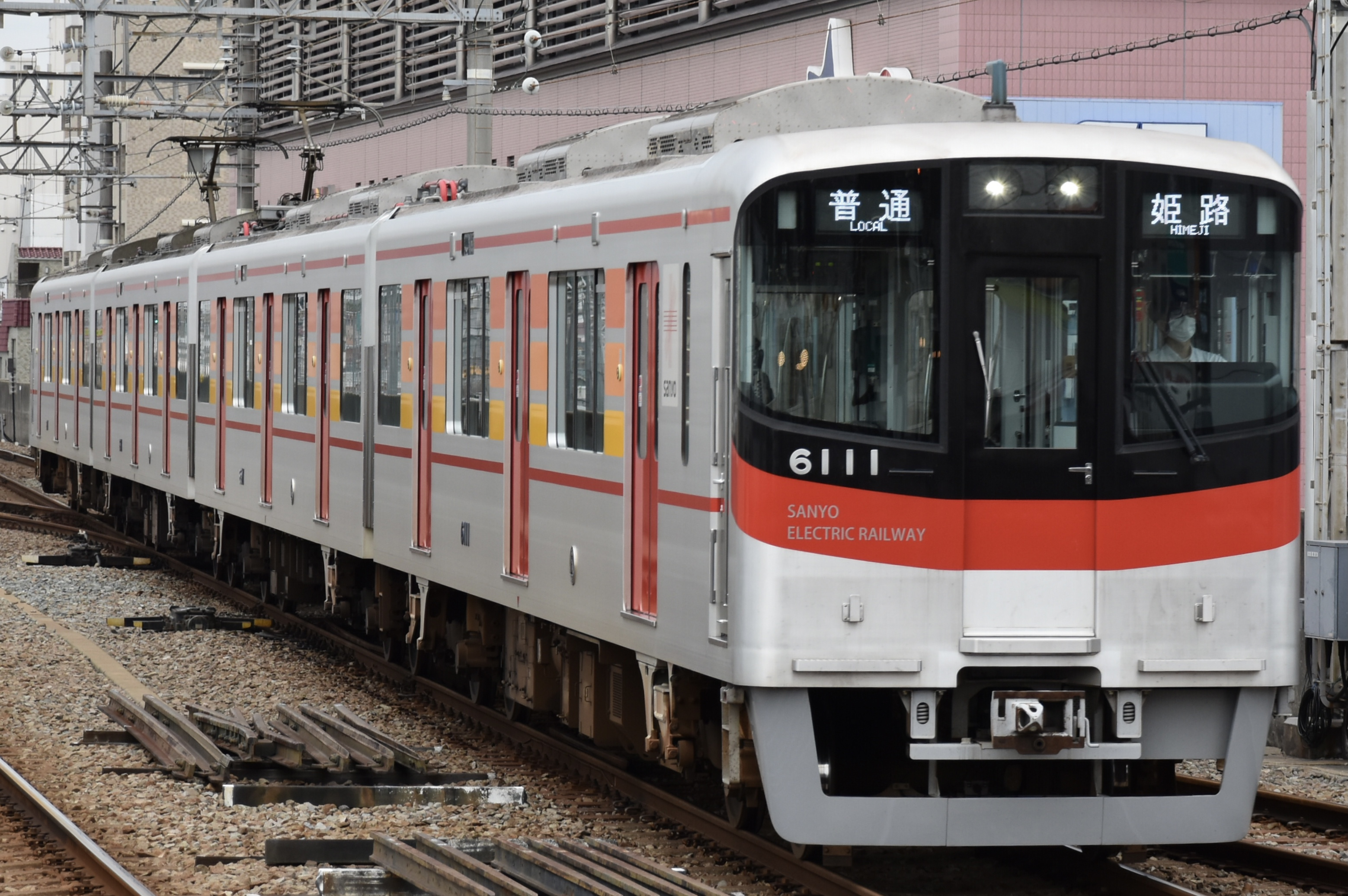
6000系による姫路行き普通（2021年6月）

#### 普通（阪神普通）
阪神特急用の急行系車両の送り込みを兼ねる形で、阪神神戸三宮駅 - 東須磨駅・須磨浦公園駅間で運行される。かつては阪神特急として運行されていたが、運行区間の各駅に停車することから、2016年3月のダイヤ改正で、急行系車両の方向幕を整備した上で「普通」に統一された。
なお、2006年10月28日改正から2009年3月20日改正前日までは、阪神の普通系車両（ジェットカー）で運行される普通が、東須磨駅まで乗り入れていた。

### 休止中の種別

#### 急行
主要集落最寄駅に停車する種別であったが、沿線の人口増で各駅の利用者数に大きな格差がなくなり、主要駅に停車する特急と各駅に停車する普通の組合せによる連携ダイヤに吸収される形で縮小され、1984年より運転されなくなっている。
最末期の停車駅は姫路・飾磨・妻鹿・白浜の宮・大塩・荒井・高砂・別府・東二見・藤江・西新町・明石・西舞子・垂水・須磨以東各駅であった。
種別表示幕は白地に赤文字で「＝急＝」と表記されているのが特徴だった。なお、2009年3月以降のダイヤにおいては、ラッシュ時間帯のB直特の停車パターンがこれに近いものとなっている。
1923年8月19日、明石 - 姫路間開業と同時に運行を開始した。当初は明石駅前（現：明石）- 姫路駅前（姫路）間で運行を開始し、途中西新町・東二見・尾上の松・高砂町（現：高砂）・大塩・飾磨町（飾磨）に停車し、後に別府北口（別府）・曽根町（曽根）・妻鹿が停車駅に加えられた。1928年8月26日の改正で電鉄兵庫まで延伸され、長田・西代・須磨寺・須磨・塩屋・垂水・山田（西舞子）・人丸前に停車するようになった。その後、1931年2月21年改正で須磨寺・曽根が停車駅から外されたほか、1929年9月15日から1934年9月18日までは山田も通過していた。1941年7月6日の改正で荒井、1943年3月5日の改正で林崎（林崎松江海岸）・江井ヶ島・白浜の宮が停車駅に追加された一方、1944年2月3日の改正で塩屋、人丸前が停車駅から外され、1945年6月に一旦休止される。
1948年3月1日に運行を再開した時は、戦時中に追加された4駅と妻鹿が停車駅から外された。1948年12月25日改正で停車駅が最も少なくなり、長田・西代・須磨・明石・西新町・東二見・別府・高砂・大塩・飾磨に絞られた。しかし翌1949年4月15日の改正で、特急の運行再開とともに急行は停車駅が増え、板宿・垂水・西舞子・藤江・白浜の宮・妻鹿が停車駅に追加された。1957年9月1日改正では月見山も停車となり、ラッシュと早朝深夜のみの運行となった。神戸高速鉄道開業に伴う1968年4月7日の改正で須磨以東各駅停車となり、この停車駅で1984年まで運行された。

### 過去に存在した種別

#### 直通
1928年8月26日から1931年2月20日まで、1934年9月18日から1939年3月まで、1947年5月10日から1948年2月29日までの三度に渡って使用された列車種別。基本的に急行より下位に当たる種別で、1928年8月26日時点での停車駅は、長田駅、西代駅、須磨寺駅、須磨駅、塩屋駅、垂水駅、山田駅、人丸前駅、明石駅前から姫路駅前までの各駅、1929年9月15日当時および1934 - 1939年の停車駅は、兵庫駅 - 須磨駅前駅間の各駅と塩屋駅、垂水駅、山田駅、人丸前駅、明石駅前駅および同駅から姫路駅前駅までの各駅であった。戦前に運行されていた時は、普通電車が早朝・深夜を除き西新町以東の運行だったので、明石以西の各駅停車はほぼ「直通」のみの運行であった。
1947-1948年間に設定された直通の停車駅は電鉄兵庫駅、長田駅、西代駅、電鉄須磨駅、電鉄垂水駅、西舞子駅、電鉄明石駅および同駅から電鉄姫路駅の各駅で、電鉄兵庫駅 - 電鉄明石駅間のみの運行であった普通列車の補完列車でもあった。この時の直通は1948年3月のダイヤ改正（明石以東の1500V昇圧に伴うダイヤ改正）で、急行と入れ替わる形で消滅した。

#### 準急
1940年4月から1943年3月4日まで兵庫駅 - 東二見駅間に設定されていた（ただし1941年7月6日改正以前、西新町 - 東二見間は不定期）。1941年7月6日改正では姫路駅前駅まで運行していた。設定当初の停車駅は、須磨以東の各駅と塩屋・垂水・山田・人丸前・明石以西の各駅で、1939年以前に運行していた「直通」と同じである。1941年7月6日の改正で、藤江駅・魚住駅は通過となった他、東二見以西は本荘駅（現・播磨町駅）・浜の宮駅を除く各駅に停車していた。

#### 朝ラッシュ時の特急・通勤特急
1961年10月改正で、朝ラッシュ時に上りのみ山陽須磨以東各駅停車の特急が設定された。現在の「S特急」のルーツといえる種別である。
運行区間は当初東二見駅 - 電鉄兵庫駅間であった。設定当初の停車駅は電鉄明石駅・電鉄須磨駅（当時の特急は舞子公園駅・垂水駅・板宿駅は通過）と電鉄須磨駅以東の各駅で、電鉄須磨駅で種別を「普通」に変えて運行していた。1968年4月の神戸高速鉄道乗り入れに伴うダイヤ改正で阪神大石駅までの運行となり、同時に垂水駅が停車駅に加えられた。
1984年3月改正では阪神方面への乗り入れがなくなり、代わりに阪急三宮駅まで乗り入れることとなった。あわせて東二見駅始発から高砂駅始発に延長され、停車駅は高砂駅 - 東二見駅間の各駅と、電鉄明石駅・電鉄垂水駅・電鉄須磨駅・高速長田駅以東の各駅に変更された。
1987年12月改正で、停車駅に藤江・霞ヶ丘・滝の茶屋・板宿を追加して「通勤特急」に発展的解消を遂げた。板宿駅が特急停車駅となったこの改正では、再び阪神方面へも乗り入れ、阪急六甲駅・阪神大石駅 - 高砂駅間の運行となった。
1991年4月改正で「高砂行き特急」と統合されて「S特急」に改称された。

#### 高砂行き特急
夜間に下り1本のみ運行されていた特急列車で、東二見駅 - 高砂駅間を各駅停車として運転された。時刻表への記載や案内放送など、旅客案内では専ら「高砂行き特急」として区別されていた。前述のとおり、1991年4月改正で「S特急」に改称・統合されている。

#### 阪急神戸本線からの直通列車
1968年4月から1998年2月までは前述の通り、阪急神戸本線からの直通運転も行われていた。阪急線内の種別に関係なく、山陽電鉄線内は各駅に停車していたが、列車の種別表示は阪急線内の種別のままであった（これは現在も運転されている阪神特急と同じ）。須磨浦公園駅発着がほとんどで、まれに東須磨駅発着も存在した。山陽電鉄線内最大6両編成のため、直通列車の編成も6両に制約された（そのため、ラッシュ時は阪急三宮駅で2両ないし4両の増解結を行った）。
1984年3月改正までは、阪急線内特急となる列車が原則として山陽電鉄線内に直通し、ごく一部の例外として急行や普通も直通した。のちに阪急線内特急は8両での運用を重視したため1984年3月改正より休日の山陽直通列車はすべて阪急線内普通となり、1987年12月改正では平日昼間の山陽直通列車も阪急線内普通となった。1995年1月17日の阪神・淡路大震災で直通運転は一時休止となるが、同年8月より直通運転が復活し、昼間の直通列車は再び阪急線内特急が主体となった。
1998年2月改正で阪急からの直通運転は休止となり、その後は夏季の臨時特急が直通することはあったものの、程なく直通運転は終了し、以降、阪急線内からの直通運転はなくなった。

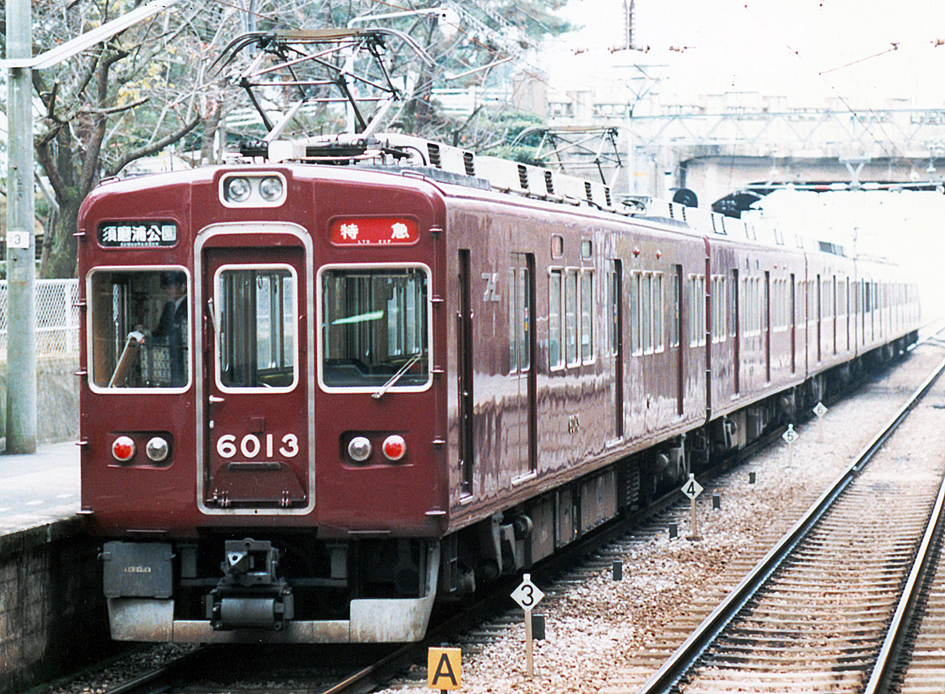
阪急6000系による須磨浦公園行き特急（1987年）

### 大晦日終夜運転
例年、大みそかの終夜運転は阪急神戸三宮駅 - 須磨浦公園駅間のみで実施され、それ以外の区間では行わない。ただし例外として、2000年のみ東二見駅までで実施した。2020年以降は終夜運転を実施していない。

## 使用車両

### 自社車両
- 6000系
- 5000系
- 5030系
- 3000系

### 乗り入れ車両
- 阪神電気鉄道
  - 1000系
  - 9300系
  - 9000系
  - 8000系

### 過去の乗り入れ車両
- 阪神電気鉄道
  - 7890・7990形を除く急行系車両（赤胴車）全般
  - 普通系車両（青胴車・ジェットカ―）：2006年10月改正から2009年3月改正までの間、東須磨駅まで
- 阪急電鉄
  - 2000系
  - 2300系：京都線用だが、一時期神戸線で運用され、山陽へも直通した
  - 3000系
  - 5000系
  - 5100系
  - 5200系
  - 6000系
  - 7000系
  - 8000系

## 歴史
明石駅以東は兵庫電気軌道、以西は神戸姫路電気鉄道により開業し、電力会社の宇治川電気の下で合併して直通運転を開始した。
この時、元兵庫電気軌道の路線は軌道法で建設された軌道線であり架線電圧は600 V、元神戸姫路電気鉄道の路線は当初から地方鉄道法で建設され架線電圧は1500V（大阪鉄道に次いで日本で2番目の採用）となっており、車体規格も異なっていたため、直通の実現には「木に竹をつなぐ」様な苦労があった。これに対して宇治川電気では、元兵庫電気軌道の車体規格に合わせた日本初の複電圧車を新造するなどして、直通運転を実現させたのである（詳しくは、山陽電気鉄道700形電車の項目も参照のこと）。
その後、元兵庫電気軌道の規格を拡大させた上で1948年に昇圧を実施し、ようやくスムーズな直通ができるようになった。宇治川電気から山陽電気鉄道が分離したのは、1933年（昭和8年）のことである。
開業以来、電鉄兵庫駅が起点であったが、神戸高速鉄道との直通運転開始を機に、路面電車時代の名残で併用軌道が残っていた電鉄兵庫駅 - 西代駅間が廃止され、西代駅が起点となった。

### 年表

#### 兵庫電気軌道
- 1910年（明治43年）3月15日 兵庫電気軌道が兵庫駅 - 須磨駅（現在の山陽須磨駅）間を開業
- 1912年（明治45年）7月11日 須磨駅 - 一ノ谷駅間が開業
- 1913年（大正2年）
  - 5月11日 一ノ谷駅 - 塩屋駅（現在の山陽塩屋駅）間が開業
  - 7月9日 敦盛塚駅 - 東塩屋駅間に（臨）境浜海水浴駅開業
- 1917年（大正6年）4月12日 塩屋駅 - 明石駅（明石港近くにあった）間が開業し、電鉄兵庫駅 - 明石駅間全通。大手駅を須磨東口駅に改称し、新たに板宿駅 - 須磨東口駅間に大手駅が開業。須磨駅を須磨駅前駅に改称
- 1921年 - 1923年 大開通駅 - 長田駅間に（臨）長田神社前駅開業。毎月1日・15日のみ停車。廃止日不明[12]。

#### 神戸姫路電気鉄道・宇治川電気
- 1923年（大正12年）8月19日 神戸姫路電気鉄道が明石駅前駅（現在の山陽明石駅） - 姫路駅前駅（現在の山陽姫路駅）間を開業[13]
- 1924年（大正14年）1月16日 高砂町駅を電鉄高砂駅に、曽根町駅を電鉄曽根駅に、飾磨町駅を電鉄飾磨駅に改称[14]
- 1927年（昭和2年）
  - 1月1日 宇治川電気が兵庫電気軌道を合併[15]
  - 4月1日 宇治川電気が神戸姫路電気鉄道を合併[16]
  - 12月6日 旧神戸姫路電気鉄道の明石駅前駅を旧兵庫電気軌道の駅に統合
- 1928年（昭和3年）
  - 8月26日 兵庫駅 - 姫路駅前間直通運転を開始
  - 12月8日 山田駅（現在の西舞子駅） - 大蔵谷駅間線路移設
- 1931年（昭和6年）12月23日[12] 大蔵谷駅 - 明石駅前駅 - 西新町駅間を新線に切り替え、明石駅前駅を旧神戸姫路電気鉄道の駅の位置に戻す。人丸前駅、遊園地前駅も移転
- 1932年（昭和7年）12月9日 東塩屋駅 - 東垂水駅間線路移設。敦盛塚駅 - 塩屋駅間の東塩屋駅廃止

#### 山陽電気鉄道
- 1933年（昭和8年）6月6日 宇治川電気が鉄軌道事業を山陽電気鉄道に分離譲渡
- 1934年（昭和9年）
  - 9月18日 特急を運転開始。当時の特急停車駅は兵庫・長田・明石・飾磨・姫路
  - 12月19日 明石高女前駅が開業
- 1935年（昭和10年）8月1日 舞子駅を舞子公園駅に、山田駅を舞子駅に改称
- 1937年（昭和12年） 舞子駅を西舞子駅に改称
- 1939年（昭和14年）12月 明石駅前駅 - 明石駅間を廃止
- 1941年（昭和16年）5月3日 電鉄林崎駅が開業
- 1943年（昭和18年）11月20日[12] 国鉄との連絡駅である兵庫駅を電鉄兵庫駅、須磨駅前駅を電鉄須磨駅、塩屋駅を電鉄塩屋駅、垂水駅を電鉄垂水駅、明石駅前駅を電鉄明石駅、姫路駅前駅を電鉄姫路駅と、それぞれ「電鉄」を冠した名に改称。電鉄兵庫駅 - 長田駅間の大開通駅を貨物駅に変更。板宿駅 - 須磨東口駅間の大手駅、電鉄須磨駅 - 敦盛塚駅間の一ノ谷駅、電鉄垂水駅 - 歌敷山駅間の五色山駅、人丸前駅 - 電鉄明石駅間の遊園地前駅休止
- 1944年（昭和19年）
  - 4月1日 須磨東口駅を東須磨駅、江井ヶ島西口駅を西江井ヶ島駅、別府北口駅を電鉄別府駅、亀山御坊駅を電鉄亀山駅に改称
  - 4月20日 特急運転中止
- 1945年（昭和20年）7月20日 一ノ谷駅 - 電鉄塩屋駅間の敦盛塚駅、西江井ヶ島駅 - 東二見駅間の魚住駅休止
- 1946年（昭和21年）8月3日 休止中の一ノ谷駅・遊園地前駅・大手駅廃止
- 1947年（昭和22年）
  - 10月1日 須磨浦公園駅が開業（当時は臨時駅）
  - 11月15日 魚住駅営業再開
- 1948年（昭和23年）
  - （臨）境浜海水浴駅を廃止
  - 3月1日 電鉄須磨駅 - 電鉄明石駅間の架線電圧を600 Vから1,500 Vに昇圧
  - 9月30日 須磨浦公園駅を通年営業化
  - 10月1日 休止中の敦盛塚駅を廃止
  - 10月21日 電鉄兵庫駅 - 電鉄須磨駅間の架線電圧を600 Vから1,500 Vに昇圧し全線の電圧統一
  - 12月14日 大蔵谷駅 - 人丸前駅間の明石高女前駅廃止。大蔵谷駅移転
- 1949年（昭和24年）4月15日 特急運転再開
- 1951年（昭和26年）10月1日 休止中の五色山駅廃止
- 1952年（昭和27年）8月21日 （貨）大開通駅廃止
- 1957年（昭和32年）9月18日 須磨浦公園駅移転。須磨浦ロープウェイ開業
- 1961年（昭和36年）10月1日 魚住駅を電鉄魚住駅に改称
- 1964年（昭和39年）6月1日 歌敷山駅を廃止し、300 m東方に霞ヶ丘駅開業
- 1967年（昭和42年）6月18日 電鉄塩屋駅において下り普通電車が爆破される事件が発生（山陽電鉄爆破事件）
- 1968年（昭和43年）
  - 4月7日 神戸高速鉄道を経て阪急電鉄・阪神電鉄と相互直通運転開始。電鉄兵庫駅 - 西代駅間が前日限りで廃止。昼間においては阪急の特急、阪神の特急がそれぞれ1時間あたり2本が須磨浦公園駅まで直通し、山陽からは阪急六甲駅・阪神大石駅まで、それぞれ1時間当たり2本ずつ直通した。
  - 11月23日 中八木駅 - 江井ヶ島駅間で列車衝突事故。電鉄姫路行き普通電車が誤って通過した中八木駅に戻るため、退行中に後続の東二見行き普通電車と衝突。後続電車の運転士死亡、乗客72人負傷
- 1970年（昭和45年）12月14日 昼間の特急を30分間隔から20分間隔に増発。昼間の阪急・阪神からの直通列車を1時間当たりそれぞれ2本から3本に増発（西代駅 - 須磨浦公園駅間では昼間1時間当たり特急3本、普通12本となる）。山陽から阪急・阪神への直通は、それぞれ1時間当たり2本で変わらず。
- 1971年（昭和46年）3月15日 自動列車停止装置（ATS）を導入。
- 1974年（昭和49年）12月1日 特急の最高速度を85 km/hから90 km/hに向上
- 1977年（昭和52年）12月27日 西代駅 - 電鉄明石駅間を軌道法に基づく軌道から地方鉄道法に基づく鉄道に変更（電鉄明石駅以西は開業当初から鉄道）[17][18]
- 1984年（昭和59年）
  - 3月25日 特急の最高速度を100 km/hに向上（電鉄明石駅 - 高砂駅間、飾磨駅 - 電鉄姫路駅間）し、昼間20分間隔から15分間隔に増発。急行を運転休止。普通は東二見駅以東では減便、東二見駅以西では増発となる。
  - 5月5日 阪急六甲駅構内で阪急特急列車との衝突事故発生
- 1985年（昭和60年）
  - 4月22日 須磨寺駅 - 月見山駅間で阪神梅田行きの阪神電車が脱線。脱線した車両は構造上の欠陥が見つかりそのまま廃車
  - 10月22日 明石市内連続立体化工事起工式[19]。
- 1987年（昭和62年）12月13日 電鉄高砂駅 - 電鉄飾磨駅間における特急の最高速度を100 km/hに向上し、板宿駅を特急停車駅とする[20]。通勤特急の運転開始[20]
- 1991年（平成3年）
  - 4月3日 明石市内連続立体化工事による高架化完成[21]。電鉄明石駅・人丸前駅が高架化[21]
  - 4月7日
    - 電鉄須磨駅・電鉄塩屋駅・電鉄垂水駅・電鉄明石駅・電鉄魚住駅・電鉄曽根駅・電鉄姫路駅を、それぞれ「山陽○○駅」に改称[21]
    - 電鉄別府駅・電鉄高砂駅・電鉄飾磨駅・電鉄亀山駅を、それぞれ別府駅・高砂駅・飾磨駅・亀山駅に改称[21][注 6]
    - 電鉄林崎駅を林崎松江海岸駅に、本荘駅を播磨町駅に改称[21]
    - 一部の特急で6両編成化、通勤特急をS特急として運転開始。網干線直通列車廃止
    - 特急の最高速度を東二見駅 - 高砂駅間で110 km/hに、舞子公園駅 - 山陽明石駅間で105 km/hに向上

  - 10月1日 山陽須磨駅 - 高砂駅間で運行管理システムSANTICSを使用開始
- 1995年（平成7年）
  - 1月17日 阪神・淡路大震災で全線不通[報道 2]
  - 1月18日 山陽明石駅 - 山陽姫路駅間運転再開[報道 2]
  - 1月27日 霞ヶ丘駅 - 山陽明石駅間運転再開[報道 2]
  - 1月30日 滝の茶屋駅 - 霞ヶ丘駅間運転再開[報道 3]。翌日に山陽姫路駅 - 滝の茶屋駅間での特急の運転再開
  - 2月21日 東須磨駅 - 須磨寺駅間運転再開[22]
  - 3月24日 板宿駅 - 東須磨駅間運転再開[22]。板宿駅は地下駅・下り線を使用
  - 4月9日 須磨寺駅 - 山陽須磨駅間運転再開[22]
  - 4月18日 山陽須磨駅 - 須磨浦公園駅間運転再開[報道 4]
  - 6月16日 須磨浦公園駅 - 滝の茶屋駅間運転再開[23]
  - 6月18日 西代駅 - 板宿駅間が地下線として復旧し全線開通[22]
- 1998年（平成10年）2月15日 阪神梅田駅 - 山陽姫路駅間を結ぶ直通特急を運転開始[報道 5]。阪急電鉄との相互直通運転、特急・普通の阪急六甲駅乗り入れを中止
- 2001年（平成13年）3月10日 阪神三宮駅（現在の神戸三宮駅）以東の乗り入れ列車は直通特急のみ、特急・普通の阪神大石駅乗り入れは中止し阪神三宮駅発着とした（ただし阪神三宮駅 - 阪神大石駅間は回送での乗り入れは継続）。S特急の停車駅に月見山駅を追加
- 2004年（平成16年）8月21日 西二見駅が開業
- 2006年（平成18年）
  - 3月26日 山陽姫路駅改良工事および山陽姫路駅 - 手柄駅間線路切替工事のため、同区間が終日運休、山陽電鉄バスによる代替輸送を実施。特急・直通特急は、飾磨止めになった午前中の下り1本を除くすべてが手柄駅で折り返し運転
  - 10月28日 深夜の下り列車が姫路駅まで延長。S特急の停車駅に西代駅を追加
- 2011年（平成23年）3月1日 駅構内の喫煙コーナーを廃止し、駅構内を全面禁煙化

- 2013年（平成25年）2月12日 荒井駅付近で踏切障害による脱線事故が発生し、列車の運転士と乗客14人、トラックの運転手が重軽傷を負った[報道 6]。東二見駅 - 飾磨駅間が運転見合わせ。翌日も高砂駅 - 大塩駅間が運休[報道 7]。同年2月14日の始発より通常運行に復帰
- 2014年（平成26年）4月1日 全駅に駅ナンバリングを導入[広報 5]
- 2015年（平成27年）6月20日 西新町駅が高架化[広報 6]
- 2020年（令和2年）3月14日 下りS特急の停車駅に東須磨駅を追加

## 駅一覧
- 全駅兵庫県内に所在。
- S特急・直通特急以外の列車は神戸高速線内各駅に停車。直通特急の神戸高速線・阪神本線内の停車駅は「直通特急 (阪神・山陽)」を参照。
- 接続路線の () 内の英数字はその路線の駅の駅番号を表す。
- 待避可能駅は、東須磨駅、須磨駅、霞ヶ丘駅、明石駅、藤江駅（上りのみ）、東二見駅、高砂駅、大塩駅
- 折返し可能駅（終着駅設定あり）は、東須磨駅、須磨駅、須磨浦公園駅、霞ヶ丘駅、明石駅、東二見駅、高砂駅、大塩駅、飾磨駅
- 車庫駅は、東須磨駅、東二見駅、飾磨駅
- 山陽電鉄本線の駅番号は2014年4月1日より導入[広報 5]。西代駅は阪神の駅番号も付与される。
- 有人駅は西代駅、板宿駅、東須磨駅、山陽須磨駅、山陽垂水駅、山陽明石駅、東二見駅、高砂駅、大塩駅、飾磨駅、山陽姫路駅。

凡例
●：停車、▲・▼・■・□：一部列車が停車（▼は下りのみ停車、ただし阪神特急は上下とも停車、■は阪神特急のみ停車、□は阪神特急のみが停車しその駅で折り返す）、｜・↓：通過（矢印はその方向のみの運行）、#：待避可能駅
特急：東二見駅 - 山陽姫路駅間で早朝下り・深夜上りのみ運転（西代駅 - 東二見駅間は2025年2月24日から運転）
- 特急のうち、阪神特急は西代駅 - 須磨浦公園駅間で運転され各駅に停車。

普通列車は省略：各駅に停車
なお、この表以外にもイベントなどで直通特急・特急が臨時停車することがある
（例：元日・観桜などで須磨浦公園駅、灘のけんか祭り開催時に白浜の宮駅に直通特急が臨時停車など）
| 駅番号       | 駅名                      | 駅間 営業キロ | 累計 営業キロ | Ｓ特急 | 特急 | 直通特急 | 接続路線・備考 | 所在地 | 所在地 |
| ------------ | ------------------------- | ------------- | ------------- | --- | --- | --- | --- | --- | --- |
| 直通運転区間 | 直通運転区間              | 直通運転区間  | 直通運転区間  | 阪神電気鉄道神戸高速線経由 ○普通・S特急…阪急神戸高速線神戸三宮駅・阪神本線神戸三宮駅まで ○阪神特急・直通特急…阪神本線大阪梅田駅まで | 阪神電気鉄道神戸高速線経由 ○普通・S特急…阪急神戸高速線神戸三宮駅・阪神本線神戸三宮駅まで ○阪神特急・直通特急…阪神本線大阪梅田駅まで | 阪神電気鉄道神戸高速線経由 ○普通・S特急…阪急神戸高速線神戸三宮駅・阪神本線神戸三宮駅まで ○阪神特急・直通特急…阪神本線大阪梅田駅まで | 阪神電気鉄道神戸高速線経由 ○普通・S特急…阪急神戸高速線神戸三宮駅・阪神本線神戸三宮駅まで ○阪神特急・直通特急…阪神本線大阪梅田駅まで | 阪神電気鉄道神戸高速線経由 ○普通・S特急…阪急神戸高速線神戸三宮駅・阪神本線神戸三宮駅まで ○阪神特急・直通特急…阪神本線大阪梅田駅まで | 阪神電気鉄道神戸高速線経由 ○普通・S特急…阪急神戸高速線神戸三宮駅・阪神本線神戸三宮駅まで ○阪神特急・直通特急…阪神本線大阪梅田駅まで |
| SY 01        | 西代駅                    | -             | 0.0           | ● | ▼ | ▲ | 阪神電気鉄道： 神戸高速線 (HS 39) （直通運転 上記参照） 直通特急は一部停車                                                          | 神戸市 | 長田区 |
| SY 02        | 板宿駅                    | 1.0           | 1.0           | ● | ▼ | ● | 神戸市営地下鉄： 西神・山手線 (S10)                                                                                                 | 神戸市 | 須磨区 |
| SY 03        | 東須磨駅#                 | 0.8           | 1.8           | ▼ | ■ | ｜ | S特急は下りのみ停車 | 神戸市 | 須磨区 |
| SY 04        | 月見山駅                  | 0.8           | 2.6           | ● | ▼ | ● | | 神戸市 | 須磨区 |
| SY 05        | 須磨寺駅                  | 0.7           | 3.3           | ｜ | ■ | ｜ | | 神戸市 | 須磨区 |
| SY 06        | 山陽須磨駅#               | 0.4           | 3.7           | ● | ▼ | ● | 西日本旅客鉄道： 山陽本線（JR神戸線）（須磨駅: JR-A68）                                                                             | 神戸市 | 須磨区 |
| SY 07        | 須磨浦公園駅              | 1.4           | 5.1           | ｜ | □ | ｜ | 山陽電気鉄道：須磨浦ロープウェイ 阪神特急はこの駅で折り返す                                                                         | 神戸市 | 須磨区 |
| SY 08        | 山陽塩屋駅                | 1.7           | 6.8           | ｜ | ↓ | ｜ | 西日本旅客鉄道： 山陽本線（JR神戸線）（塩屋駅: JR-A69）                                                                             | 神戸市 | 垂水区 |
| SY 09        | 滝の茶屋駅                | 1.0           | 7.8           | ● | ↓ | ▲ | 直通特急は朝ラッシュ時上りと夕ラッシュ時以降下りが停車                                                                              | 神戸市 | 垂水区 |
| SY 10        | 東垂水駅                  | 0.8           | 8.6           | ｜ | ↓ | ｜ | | 神戸市 | 垂水区 |
| SY 11        | 山陽垂水駅                | 1.0           | 9.6           | ● | ▼ | ● | 西日本旅客鉄道： 山陽本線（JR神戸線）（垂水駅: JR-A70）                                                                             | 神戸市 | 垂水区 |
| SY 12        | 霞ヶ丘駅#                 | 1.1           | 10.7          | ● | ↓ | ｜ | | 神戸市 | 垂水区 |
| SY 13        | 舞子公園駅                | 0.8           | 11.5          | ｜ | ▼ | ● | 西日本旅客鉄道： 山陽本線（JR神戸線）（舞子駅: JR-A71）                                                                             | 神戸市 | 垂水区 |
| SY 14        | 西舞子駅                  | 0.9           | 12.4          | ｜ | ↓ | ｜ | | 神戸市 | 垂水区 |
| SY 15        | 大蔵谷駅                  | 1.9           | 14.3          | ｜ | ↓ | ｜ | | 明石市 | 明石市 |
| SY 16        | 人丸前駅                  | 0.6           | 14.9          | ｜ | ↓ | ｜ | | 明石市 | 明石市 |
| SY 17        | 山陽明石駅#               | 0.8           | 15.7          | ● | ▼ | ● | 西日本旅客鉄道： 山陽本線（JR神戸線）（明石駅: JR-A73）                                                                             | 明石市 | 明石市 |
| SY 18        | 西新町駅                  | 1.2           | 16.9          | ｜ | ↓ | ｜ | | 明石市 | 明石市 |
| SY 19        | 林崎松江海岸駅            | 1.5           | 18.4          | ｜ | ↓ | ｜ | | 明石市 | 明石市 |
| SY 20        | 藤江駅# ※                 | 2.0           | 20.4          | ● | ↓ | ｜ | ※神戸・大阪方面のみ待避可能。 | 明石市 | 明石市 |
| SY 21        | 中八木駅                  | 1.4           | 21.8          | ｜ | ↓ | ｜ | | 明石市 | 明石市 |
| SY 22        | 江井ヶ島駅 （日工最寄駅） | 1.7           | 23.5          | ｜ | ↓ | ｜ | | 明石市 | 明石市 |
| SY 23        | 西江井ヶ島駅              | 1.4           | 24.9          | ｜ | ↓ | ｜ | | 明石市 | 明石市 |
| SY 24        | 山陽魚住駅                | 0.7           | 25.6          | ｜ | ↓ | ｜ | | 明石市 | 明石市 |
| SY 25        | 東二見駅#                 | 1.7           | 27.3          | ● | ● | ● | | 明石市 | 明石市 |
| SY 26        | 西二見駅                  | 1.3           | 28.6          | ● | ｜ | ｜ | | 明石市 | 明石市 |
| SY 27        | 播磨町駅                  | 1.3           | 29.9          | ● | ｜ | ｜ | | 加古郡 播磨町 | 加古郡 播磨町 |
| SY 28        | 別府駅                    | 2.3           | 32.2          | ● | ● | ● | | 加古川市 | 加古川市 |
| SY 29        | 浜の宮駅                  | 1.9           | 34.1          | ● | ｜ | ｜ | | 加古川市 | 加古川市 |
| SY 30        | 尾上の松駅                | 1.4           | 35.5          | ● | ｜ | ｜ | | 加古川市 | 加古川市 |
| SY 31        | 高砂駅#                   | 1.8           | 37.3          | ● | ● | ● | | 高砂市 | 高砂市 |
| SY 32        | 荒井駅                    | 1.2           | 38.5          | ● | ｜ | ▲ | 直通特急は朝夕ラッシュ時停車 | 高砂市 | 高砂市 |
| SY 33        | 伊保駅                    | 1.2           | 39.7          | ● | ｜ | ｜ | | 高砂市 | 高砂市 |
| SY 34        | 山陽曽根駅                | 1.6           | 41.3          | ● | ｜ | ｜ | | 高砂市 | 高砂市 |
| SY 35        | 大塩駅# （姫路大学前）    | 1.5           | 42.8          | ● | ● | ● | | 姫路市 | 姫路市 |
| SY 36        | 的形駅                    | 1.4           | 44.2          | ● | ｜ | ｜ | | 姫路市 | 姫路市 |
| SY 37        | 八家駅                    | 2.0           | 46.2          | ● | ｜ | ｜ | | 姫路市 | 姫路市 |
| SY 38        | 白浜の宮駅                | 1.4           | 47.6          | ● | ｜ | ▲ | 直通特急は朝夕ラッシュ時停車 | 姫路市 | 姫路市 |
| SY 39        | 妻鹿駅                    | 1.4           | 49.0          | ● | ｜ | ｜ | | 姫路市 | 姫路市 |
| SY 40        | 飾磨駅                    | 1.9           | 50.9          | ● | ● | ● | 山陽電気鉄道： 網干線 | 姫路市 | 姫路市 |
| SY 41        | 亀山駅                    | 1.4           | 52.3          | ● | ｜ | ｜ | | 姫路市 | 姫路市 |
| SY 42        | 手柄駅                    | 1.1           | 53.4          | ● | ｜ | ｜ | | 姫路市 | 姫路市 |
| SY 43        | 山陽姫路駅                | 1.3           | 54.7          | ● | ● | ● | 西日本旅客鉄道： 山陽新幹線・ 山陽本線（JR神戸線）(JR-A85)・ 赤穂線・ 播但線・ 姫新線（姫路駅）                                     | 姫路市 | 姫路市 |

### 廃駅
- 電鉄兵庫駅 - 1968年4月7日廃止[24]
- 大開通駅（兵庫駅 - 長田駅間） - 1943年11月20日休止、1952年8月21日廃止[24]
- 長田神社前駅（大開通駅 - 長田駅間） - 1921年-1923年開業、廃止日不明
- 長田駅（兵庫駅 - 西代駅間） - 1968年4月7日廃止[24]
- 一ノ谷駅（山陽須磨駅 - 敦盛塚駅間） - 1943年11月20日休止、1946年8月3日廃止[24]
- 敦盛塚駅（一ノ谷駅 - 境浜駅間、須磨浦公園駅付近） - 1945年7月20日休止、1948年10月1日廃止[24]
- 境浜駅（敦盛塚駅 - 東塩屋駅間） -
- 東塩屋駅（境浜駅 - 山陽塩屋駅間） - 1932年12月9日廃止[24]
- 山陽塩屋駅（仮駅） - 震災時の仮駅として1995年6月16日から1996年3月11日まで営業。
- 五色山駅（山陽垂水駅 - 歌敷山駅間、霞ヶ丘駅付近） - 1943年11月20日休止、1951年10月1日廃止[24]
- 歌敷山駅（霞ヶ丘駅 - 舞子公園駅間） - 1964年6月1日廃止[24]
- 明石高女前駅（大蔵谷駅 - 人丸前駅間） - 1948年12月14日廃止[24]
- 遊園地前駅（人丸前駅 - 山陽明石駅間） - 1943年11月20日休止、1946年8月3日廃止[24]
- 明石駅（国鉄・JRの明石駅とは別の駅で、山陽明石駅の南方、ジェノバライン明石港付近） - 1939年12月廃止[24]

## キロポストについて
前述のような歴史的経緯から、本線では距離を示すキロポストが2つに分かれている。（矢印の方向にキロ数が増える）
1. 西代駅→山陽明石駅
旧兵庫電気軌道として開通した区間を電鉄兵庫起点でキロポストを打っているため。（電鉄兵庫 - 西代間廃止後ならびに西代 - 東須磨間地下化後もそのまま）
2. 山陽明石駅→山陽姫路駅
旧神戸姫路電気鉄道として開通した区間を山陽明石起点でキロポストを打っているため。

## 連続立体交差事業
高砂駅 - 荒井駅付近で連続立体交差事業（鉄道高架化）を進める計画がある。2022年度に、国から新規着工準備箇所として採択された。